# Blogtour
Eine Blogtour ist eine Veranstaltung, bei der eine Person zu einem bestimmten Thema an verschiedenen Tagen auf verschiedenen Blogs zu Gast ist. Die Besonderheit einer Blogtour ist, dass die Person dabei ortsunabhängig und – sieht man von einer Interaktion mit Besuchern des Blogs ab – auch zeitlich unabhängig daran teilnehmen kann.
Eine weitere Besonderheit ist, dass bei einer Blogtour cross-medial kommuniziert werden kann. Der Blogbetreiber kann den Gast in Form eines Interviews zu einem Thema befragen, außerdem können neben dem Text ergänzend Audio-, Bild- und Videobeiträge gepostet werden. Zudem können Besucher des Blogs mit der Funktion des Kommentierens aktiv an der Veranstaltung teilnehmen. Der Gast kann wiederum Aussagen und Fragen in den Kommentaren selbst beantworten oder kommentieren.
Die Idee stammt ursprünglich vom amerikanischen Kleinverleger Ben Brown. Mittlerweile gibt es in den USA bereits zwei Unternehmen, die virtuelle Buchtourneen organisieren.